# Alfred (rivière)
Pour les articles homonymes, voir Alfred.
L'Alfred (anglais : Alfred River) est une rivière du district de Tasman dans la région de Tasman en Nouvelle-Zélande dans l'Île du Sud.
Elle se jette dans le Fleuve Maruia.